# Astrosniks
Astrosniks, kurz Sniks genannt, sind fiktive Charaktere, die 1975 von der deutschen Firma Bullyland erfunden und für einen internationalen Markt produziert wurden. Sie sind bis heute begehrte Sammelfiguren. Sie sind offenbar von den Schlumpf-Figuren von Schleich inspiriert.

## Hintergrundgeschichte
Ein Snik ist etwa 5 bis 6 cm hoch. Sie haben Antennen (die meisten haben zwei, aber Galaxo hat nur einen) und vorstehende Schneidezähne. Sie sind eine Weltraum-Zivilisation, die auf dem Planeten Snikeria leben. Sie sollen stark, freundlich und sehr intelligent sein. Astrosniks sprechen ihre eigene Sondersprache, Sniklish.
Auf dem Planeten der Sniks gibt es aber unterschiedlichste Hautfarben, die für die Bewohner keinerlei Bedeutung hat. Sniks werden als glücklich, liebenswert und freundlich beschrieben. Sie sollen eifrig lernen und "sie nehmen sich immer Zeit zum Spielen, um lustig zu sein und das Leben und Freundschaften zu genießen". Sniks heißen "Freunde der Menschheit", aber über die Natur und das Ausmaß ihrer Interaktion mit den Menschen ist nichts bekannt geworden. Ihr Planet wurde irgendwie in unser Sonnensystem verlegt. Von der Erde aus ist er jedoch nicht zu sehen, da er vom Mars verdeckt wurde. Wegen Bevölkerungswachstum wurde dann auch der Rote Planet unterirdisch besiedelt.

## Produktionsgeschichte
Die Figuren der ersten Serie 1975 waren rosafarben mit farblich unterschiedlichen Kappen. Es folgten die tiefschwarzen Astrosniks auf den Markt gefolgt von einer tiefroten Serie. 1979 waren die Sniks tiefrot und 1980 erschienen sie durchgehend mit grüner Haut, was zum Standard für die Geschichten wurde. Die McDonalds-Figuren waren dann jedoch wieder gelb und es existiert als jüngste Entwicklung eine blaue Serie mit weißen Kappen, die sehr stark an die Schlümpfe erinnert.
1983 (mit M markiert) und 1985 (ohne jede Markierung) erschienen bei McDonald’s limitierte Spielfiguren.
Neben Katze, Hund und Drachen gibt es auch pyramiden-förmige Wesen und kleine Kreaturen ohne Hände und Nase, die Marsmen Sniks (oder wegen der Kopfhörer, die sie immer tragen, auch Walkman Sniks oder Snik Walkmen) heißen.
Bully ließ zu den Figuren dann auch Hörspiel-Kassetten, Langspielplatten, Comics und Bücher herausgeben. Von Laien werden sie häufig als "andere Schlümpfe" missverstanden.

## Bücher
- The Astrosniks and the Quasar Caper. Random House, New York 1984, ISBN 0-394-86392-5.
- Astrosniks in Snikv ISBN 0-394-86247-3.
- Astrosniks in Space ISBN 0-394-86227-9.
- Astrosniks Stamp Fun ISBN 0-394-86606-1.